# Inwazja na Anjouan
Inwazja na Anjouan – atak kierowany przez rząd Komorów, przy pomocy sił zbrojnych Unii Afrykańskiej i Francji na część terytorium państwa - wyspę Anjouan.
Powodem ataku było przeprowadzenie wyborów lokalnych na zbuntowanej wyspie pomimo zakazu komorskiego rządu federalnego i Unii Afrykańskiej.

## Historia konfliktu
Już w 1997 Anjouan i Moheli zadeklarowały niezależność od Komorów. Państwo to zostało jednakże znowu zjednoczone konstytucją z 2002. W wyniku tego Mohamed Bacar został wybrany w wyborach lokalnych na 5-letnią kadencję prezesa wyspy Anjouan.
Termin kadencji jego, jak i ówczesnego prezydenta wyspy Houmadi Caambi minął 14 kwietnia 2007. Komorskie siły wojsk federalnych bezskutecznie próbowały przejąć kontrolę nad rezydencją prezesa wyspy i prezydenta kraju. Kontrola ta była potrzebna, bo w przeprowadzonych 14 maja 2006 wyborach prezydenckich wygrał Ahmed Abdallah Sambi, który stał się następcą Caambiego. W próbach odbicia Moroni, stolicy Komorów, kilku żołnierzy zginęło, jednak Houmadi Caambi ustąpił miejsca nowemu prezydentowi. W październiku 2007, Unia Afrykańska nałożyła sankcje na Anjouan i rządzącego wyspą
Mohameda Bacara, którego wezwano do stanięcia do wyborów lokalnych. Dodatkowo na wyspę nałożono blokadę morską. Na nie przejmującego się sprawą prezesa wyspy nakładano kolejne sankcje i wreszcie w lutym 2008 Unia Afrykańska zdecydowała się na rozwiązanie militarne. Tylko Francja sprzeciwiła się działaniom militarnym.

## Przygotowania do inwazji
W marcu 2008 setki żołnierzy sił Komorów, rozpoczęły lądowania na wyspie Moheli, która leży najbliżej Anjouan.
Na Moheli dotarło również 750 senegalskich żołnierzy, 500 tanzańskich, Libia zaoferowała wsparcie logistyczne; działania wsparła także Unia Afrykańska i Francja, której kolonią były niegdyś Komory.
3 marca 2008 nastąpił pożar statku komorskich sił morskich, zaopatrujący wyspy w paliwo. Przyczyna pożaru nie jest znana. 19 marca francuski helikopter rozbił się przy linii brzegowej Anjouanu.

## Inwazja
24 marca 2008 pięć statków przewożących około 1500 żołnierzy, opuściło port w Fomboni, stolicy wyspy Moheli. Nad wyspą latały helikoptery, które zrzucały ulotki informujące mieszkańców o ataku i o niewychodzenie z domów. Mohamed Bacar stwierdził: Będziemy walczyć aż do śmierci.
25 marca 450 żołnierzy wylądowało na północy wyspy. Pierwsze strzały były słyszalne o 5 rano (GMT +3) na wyspie, w mieście Ouani, w pobliżu portu lotniczego i prezydenckiej rezydencji.
W połowie dnia pałac prezydencki został opuszczony. Przez cały dzień na wyspie działała ciężka artyleria. Siły komorskie szukały kryjówki Bacara.
Pułkownik Mohamed Bacar został dostrzeżony w miejscowości Sadanpoini gdzie bez wątpienia jego zamierzał uciec na kwassa (mały kajak). Według różnych źródeł, Mohamed Bacar jest ubrany jak kobieta - oświadczył Abdourahim Said Bacar, rzecznik rządu.

## Skutki inwazji
Raporty wskazywały, że Bacar uciekł w głąb wyspy. Sprawozdania z wyspy z 25 marca mówią, że poszukiwany uciekł incognito z wyspy na Majottę wyspę należącą do Francji.
26 marca potwierdzono jego azyl polityczny na Majotcie. Rząd Komorów zwrócił się do Francji o powrót sił francuskich na Komory. Wydarzenia te spowodowały antyfrancuskie nastawienie na Komorach, a także protesty w Moroni. Francja odparła, że niesłusznie została oskarżona o udzielenie azylu Bacarowi. 27 marca Mohamed Bacar został przeniesiony na wyspę Réunion, gdzie był przesłuchany i oskarżony za nielegalny pobyt na terytorium Francji podczas przenoszenia broni, wraz z 23 jego zwolennikami. 29 marca Mohamed Bacar został aresztowany. 18 kwietnia Bacar z 21 strażnikami został zwolniony z więzienia i przeniesiony do aresztu domowego na Réunion we francuskiej wojskowej bazie lotniczej. Komorskie oskarżenie wobec Francji w sprawie azylu politycznego zostało wycofane 15 maja 2008. Francja zaś ogłosiła, że będzie pomagać w wysiłkach rządu komorskiego.
Wybory prezydenckie na Anjouan odbyły się 15 czerwca i 29 czerwca 2008.